# Cantó de Lió-XI
El cantó de Lió-XI és un antic cantó francès del departament del Roine, situat al districte de Lió. Compta part del municipi de Lió. Va existir de 2001 a 2014.

## Municipis
- Comprèn la part central del 3r districte de Lió limitat al nord el cours Lafayette, a l'est pel ferrocarril (la línia PLM), al sud pel cours Albert Thomas, i a l'est per la rue del Docteur Rebatel, l'avinguda Lacassagne (fins a la plaça Rouget de l'Isle) i l'avinguda Félix Faure (fins a la plaça des Maisons Neuves). Aplega el barri de la Villette i la major part del barri Dauphiné/Sans-Souci.

| Data d'elecció | Identitat          | Partit | Qualitat |
| -------------- | ------------------ | ------ | -------- |
| 2001-2004      | Yves Bayle         | UDF    |          |
| 2004-2014      | Jean-Michel Daclin | PS     |          |